# Міїксе
Міїксе (ест. Miikse), також Меексі, Міїксі, Мегусітса — село в Естонії, входить до складу волості Меремяе, повіту Вирумаа.